# José Carlos Vieira
José Carlos Vieira (Joinville, 27 de maio de 1953) é um engenheiro civil e político brasileiro.
Foi deputado federal por Santa Catarina na 50ª legislatura (1995 — 1999), deputado suplente na 53ª legislatura (2007 — 2011) e também suplente na 54ª legislatura (2011 — 2015).